# Gheorghe Vrabie
Gheorghe Vrabie (21 de março de 1939, Călinești, 31 de março de 2016) foi um artista moldávio, autor do Brasão de armas da Moldávia e selo de Chișinău e do Leu moldávio.